# Jules Sedney Haven
De Jules Sedney Haven, voorheen Nieuwe Haven, is de belangrijkste zeehaven voor vrachtschepen van Suriname. Ze bevindt zich aan de Surinamerivier in de wijk Beekhuizen van Paramaribo. Tot 2016 werd de haven Nieuwe Haven genoemd.
Een andere belangrijke vrachthaven in Suriname bevindt zich in Nieuw-Nickerie, in het westen van het land. Paramaribo had vroeger een algemene haven aan de Waterkant, dat zich stroomafwaarts bevindt. Veerboten maken nog gebruik van de oude faciliteiten aan de Waterkant.

## Geschiedenis
De Waterkant was de belangrijkste haven van Suriname, totdat deze medio de 20e eeuw ongeschikt werd voor grote vrachtschepen. Op 5 juni 1960 werd een terrein van 12,35 hectare door de overheid aangekocht voor de aanleg van een nieuwe haven. In 1965 werd de Nieuwe Haven geopend als gespecialiseerde vrachthaven.Op 11 november 1971 werd Havenbeheer Suriname opgericht om de Nieuwe Haven te beheren.
De haven werd uitgebreid met een olieterminal. De haven was oorspronkelijk ontworpen voor bulktransport, maar werd later gerehabiliteerd voor containertransport. Op 11 november 2016 werd de haven omgedoopt tot Jules Sedney Haven, naar premier Jules Sedney, als erkenning voor zijn betrokkenheid bij de oprichting van de haven.

## Awards
De Jules Sedney Haven won in  2012, 2014, 2015 en 2022 de Best Container Port Award van de Caribbean Shipping Association (CSA).

## Kunst
In 2013 werd een borstbeeld van Jules Sedney onthuld in de haven, gemaakt door Jules Brand-Flu.

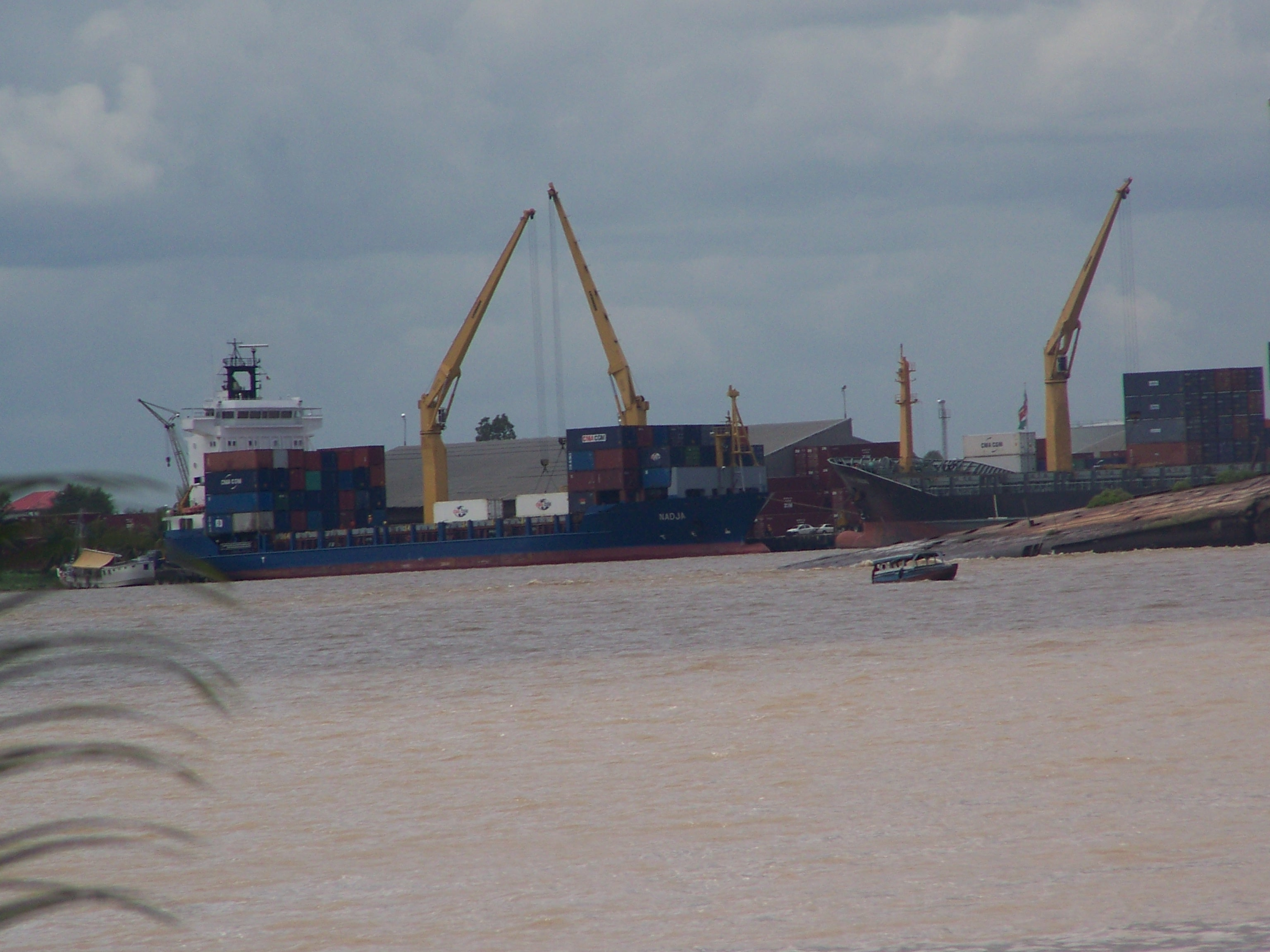
De haven met rechts de Goslar